# Erhard Reckwitz
Erhard Reckwitz (* 1943) ist ein deutscher Anglist.

## Leben
Nach dem Studium der Anglistik, Klassischen Philologie und Philosophie in Bonn, Marburg, Leeds und Bochum erwarb er das M.A.-Examen 1971, die Promotion 1975 und die Habilitation 1985. Seit 1992 ist er Professor für Anglistik/Literaturwissenschaft an der Universität Duisburg-Essen.
Seine Forschungs- und Lehrschwerpunkte sind südafrikanische Literatur, Literatur der Moderne/Postmoderne und Literaturtheorie.

## Schriften (Auswahl)
- Die Robinsonade. Themen und Formen einer literarischen Gattung. Amsterdam 1976, ISBN 90-6032-073-5.
- The fused vision. Dylan Thomas' Poetik der Simultaneität. Essen 1989, ISBN 3-89206-258-7.
- Philosophie als Roman – Roman als Philosophie. Iris Murdoch, „Under the net“. Essen 1989, ISBN 3-89206-257-9.
- mit Lucia Vennarini und Cornelia Wegener (Hg.): Proceedings of the annual conference of the Association for the Study of the New Literatures in English. Traditionalism vs. modernism. Essen, 12–15 June 1991. Essen 1994, ISBN 3-89206-545-4.